# Сораби, Абдул Вахед
Абдул Вахед Сораби (род. 2 апреля 1926, Сораби, Газни, Эмират Афганистан) — афганский государственный деятель, экономист.

## Образование
Окончил лицей «Неджат» в Кабуле (с обучением на немецком языке), школу мировой торговли в Вене (ныне Венский университет экономики и бизнеса) со степенью доктора экономики (1956).

## Преподаватель и министр
- В 1958—1960 — преподаватель-стажёр в школе торговли в Вене.
- В 1961—1967 — преподаватель, затем декан экономического факультета, проректор Кабульского университета.
- В 1967—1969 — министр без портфеля в правительстве Нур Ахмада Эттемади (отвечал за министерство горных дел и промышленности).
- В 1969—1973 — министр планирования в правительствах Нур Ахмада Эттемади, Абдул Захира и Мохаммада Мусы Шафика.
- В 1973, после свержения монархии в Афганистане, покинул государственную службу, работал в Кабуле советником по бухгалтерским расчётам.

## Деятельность при режиме НДПА
Активно сотрудничал с правительством Народно-демократической партии Афганистана (НДПА), хотя членом партии не был.
- В 1979—1980 был советником законодательного департамента министерства юстиции.
- С февраля 1980 — советник министерства высшего и среднего специального образования. Преподавал в Кабульском университете.
- С января 1985 — советник при совете министров Афганистана.
- В 1985—1987 — министр без портфеля по культурным и социальным делам.
- В 1986—1988 — член Революционного совета, заместитель председателя Центрального совета трудящихся хазарейцев.
- В 1987—1988 — министр высшего и среднего специального образования.
- В 1988—1990 — вице-президент Афганистана, отвечал за проблемы экономики, науки и социального развития.
- В 1990—1991 — заместитель премьер-министра, министр планирования в правительстве Фазль-уль-Хака Халекьяра.
- В 1988 — 1992 — вице-президент Афганистана.
- В январе — июле 1991 — первый вице-президент Афганистана.

После смещения Наджибуллы с поста президента в апреле 1992 входил вместе с тремя другими вице-президентами (Абдул Рахимом Хатефом, Мохаммедом Рафи, Абдул Хамидом Мохтатом) и министром иностранных дел Абдул Вакилем в состав совета, временно исполнявшего функции главы государства.

## Деятельность при правлении моджахедов
После падения правительства НДПА быстро нашёл общий язык с частью лидеров моджахедов. В сентябре 1992 — мае 1993 был министром торговли переходного правительства моджахедов. Вошёл в состав Партии исламского единства Афганистана, представляющую интересы хазарейской общины страны.

## Хабиба Сораби
Его дочь Хабиба Сораби — известный политический деятель Афганистана, министр по делам женщин в правительстве Хамида Карзая (с 2002), затем губернатор провинции Бамиан (с 2005), первая в Афганистане губернатор-женщина.